# Sessuofobia
Con sessuofobia si intende la paura ad affrontare qualsiasi azione o pensiero relativi alla sessualità.

## La sessuofobia come patologia sessuale
La sessuofobia può comportare, dal punto di vista sessuologico, diversi tipi di patologie, tali da impedire o rendere estremamente difficile la sessualità anche in coppie ben affiatate e stabili, ed è spesso dovuta a traumi infantili o ad una educazione troppo rigida e autoritaria, tale da impedire il libero sviluppo dell'emotività e della relazione con gli altri e con il proprio corpo.
Solo raramente è riconosciuta come una patologia da chi ne soffre.
Corrisponde, in generale, ad un comportamento limitato per quanto riguarda i rapporti sociali e rigido nei confronti della sessualità altrui, vista spesso come indecente o peccaminosa. 
Sul piano psichico, essa può comportare o accompagnarsi allo sviluppo di disturbi ossessivi-compulsivi, ovvero di forme anche gravi di depressione, causate dal blocco della libido e dell'emotività provocato dalla sessuofobia.

## La sessuofobia come forma culturale
La sessuofobia sembra avere origine da problematiche legate alla sopravvivenza, all'igiene in senso lato. È evidente che, nelle ere primitive dell'uomo, per la donna rimanere incinta e partorire senza adeguate cure, che oggi definiremmo di carattere sanitario, era esporsi ad un rischio elevato di morte. L'alta percentuale di mortalità al momento del parto e di complicazioni durante la gestazione in una società primitiva ha evidentemente portato a difendere il sesso femminile, fattore della prosecuzione della specie. Quasi tutte le culture lo hanno reso accettabile solo in adeguate circostanze, come all'interno di una coppia riconosciuta e protetta dalla comunità. Così come la proibizione di cibarsi di alcuni animali o bevande, l'obbligo di fare le abluzioni quotidiane sono divenute regole o leggi religiose, anche la definizione dei comportamenti sessuali sono rientrate negli obblighi o nelle leggi religiose. Inoltre le relazioni uomo donna sono state guidate dall'istinto di trasmissione dei geni, il desiderio di sopravvivenza si è tradotto nella voglia di paternità del maschio. Per assicurarsi la discendenza, la donna veniva protetta e relegata in modo da avere rapporti solo con l'uomo che l'aveva presa, il piacere femminile veniva represso per diminuire il pericolo di libertà sessuale da parte di tale sesso, caso più evidente ancora oggi il fenomeno africano dell'infibulazione. L'uomo, più forte, sottometteva la donna per assicurarsi la paternità dei generati. Nel corso della storia, poi, le relazioni sono state guidate non solo dal desiderio di trasmissione dei geni, ma anche dalla voglia di perpetuare in qualche modo la propria esistenza trasmettendo ai propri eredi diretti quello che si è conquistato in vita. La famiglia ha un'origine che potremmo oggi definire di natura economica. La struttura familiare assicurava una gestione sinergica dei beni, che venivano difesi e ampliati per mantenere salda la sicurezza di sopravvivenza e di continuità della specie e del proprio seme.
La sessuofobia ha origine anche in alcune teorie culturali che condannano il piacere sessuale.